# Laberg (Salangen)
Laberg est une localité du comté de Troms, en Norvège.

## Géographie
Administrativement, Laberg fait partie de la kommune de Salangen.